# Il dio serpente
Il dio serpente è un film italiano del 1970 diretto da Piero Vivarelli e interpretato da Nadia Cassini e Beryl Cunningham.

## Trama
Paola cerca di dare una svolta al suo matrimonio recandosi col marito in un'isola dei Caraibi. Qui familiarizza con una ragazza del luogo, Stella, che la inizia ai riti voodoo della sua tribù. Completamente suggestionata, Paola è ossessionata dal desiderio di offrirsi a Djamballà, un aitante uomo di colore che prende il nome dal dio serpente, al quale è devota la comunità del luogo e del quale è incarnazione.
Per sfuggire a questo desiderio, Paola fa giungere ai Caraibi anche il suo amante Tony. Il marito è nel frattempo morto in un incidente aereo, cosa che l'ha lasciata - suggestionata da Djamballà - quasi indifferente. Non riuscendo a ritrovare la passione per Tony, Paola decide di affidarlo alle cure di Stella, mentre lei si concederà finalmente all'uomo oggetto del suo desiderio.

## Produzione
Gli esterni sono stati girati nell'isola di Santo Domingo.
Riguardo alla scena di sesso con Nadia Cassini, il regista Piero Vivarelli disse a Evaristo Márquez, l’attore che aveva con lei una scena torrida, di fare come se tutto fosse vero. "E credo che sia andata così. Del resto alla Cassini non dispiaceva."

## Colonna sonora
Le musiche di Augusto Martelli ebbero un successo molto ampio all'epoca, in particolar modo il tema principale, chiamato proprio Djamballà come il fantomatico dio serpente della pellicola. Il tema è stato al centro di un contenzioso tra Dario Baldan Bembo e Martelli.